# May Gibney
Mary Bridget Gibney (Tralee, 2 oktober 1893 – 1984) was een Iers nationalist en republikein. Zij nam deel aan de Paasopstand van 1916, de Ierse Onafhankelijkheidsoorlog en de Ierse Burgeroorlog.

## Jeugd
May Gibney was een dochter van Mary O’Reilly en Thomas Gibney. Haar vader diende bij de Royal Irish Constabulary. Hij overleed toen May tien jaar was, waarna zij – later gevolgd door de rest van het gezin – bij haar tante Annie in Dublin ging wonen. Ze bezocht daar de Model School in Marlborough Street en de Kings Inns School. Vervolgens werd zij kassière.

## Paasopstand
Tijdens de Paasopstand nam Gibney het initiatief om zich bij het garnizoen in het General Post Office te melden en werd uiteindelijk door Pádraig Pearse toegelaten. Tot de taken die zij de rest van de week op zich nam, behoorden koken en verlening van eerste hulp; daarnaast fungeerde ze als koerier. Na afloop werd zij samen met Bridget Connolly gearresteerd en gevangen gezet in Broadstone Station. Die hechtenis duurde niet lang; zij hadden geen informatie prijsgegeven.

## Onafhankelijkheid
Haar ervaringen tijdens de paasopstand deden Gibney besluiten actief te blijven in de nationalistische beweging. In september 1916 werd zij lid van Cumann na mBan. Haar verloofde, Dick McKee, was commandant bij de Irish Volunteers en later in het Irish Republican Army (IRA).
Tijdens de Ierse Onafhankelijkheidsoorlog (1919–1921) was Gibney koerier voor de IRA; naast het overbrengen van berichten hield zij zich ook bezig met het verbergen en verplaatsen van wapens. Bovendien zorgde zij voor een onderduiker, Victor Murphy. Na de moordaanslag op 13 Britse agenten in Dublin, werd McKee gearresteerd, gemarteld en gefusilleerd op Bloody Sunday.

## Burgeroorlog
In de Ierse Burgeroorlog (1922–1923) stond Gibney aan de kant van Éamon de Valera, Constance Markievicz en Frank Aiken en waren gekant tegen het Anglo-Iers Verdrag. Zij werd gevangengenomen door troepen van het leger van de Ierse Vrijstaat en is met veel mede-leden van Cumann na mBan gevangengezet in Kilmainham Gaol.

## Burgerleven
In 1929 huwde zij Laurence O'Neill, commandant van de IRA-brigade in Carlow. Zij hadden elkaar ontmoet via Gibney’s koerierswerk tussen het commando in Dublin en eenheden op het platteland. Het echtpaar woonde in Dublin in de wijk Portobello en kreeg vier kinderen. De hoofdkwartiermeester van de IRA, Séan Russell, bouwde een geheime kamer in hun huis, die gebruikt werd als wapenopslagplaats en archief.
May Gibney stierf in 1984 op 90-jarige leeftijd en kreeg een begrafenis met militaire eer.

## Kilmainham suite
Haar dochter Sally Smyth werd kunstenaar; zij maakte een serie kunstwerken rond Kilmainham Gaol en haar gedetineerden getiteld The Kilmainham Suite, een reactie op wat haar moeder daar had doorgemaakt. In 1998 hield Smyth met deze werken een tentoonstelling in die gevangenis.
- Virtual International Authority File: 315684520